# Jan Lipavský
Jan Lipavský (* 2. července 1985 Praha) je český politik, analytik a manažer v oblasti informačních technologií v bankovnictví. Od prosince 2021 je ministrem zahraničních věcí ČR ve vládě Petra Fialy. V letech 2017 až 2021 zastával funkci poslance Poslanecké sněmovny PČR.

## Život
Vystudoval bakalářský obor teritoriální studia na Institutu mezinárodních studií Fakulty sociálních věd Univerzity Karlovy v Praze. Během studia absolvoval dvousemestrální pobyt na University of Kent ve Spojeném království v rámci studijního programu Erasmus. Podle vlastního tvrzení bez problémů používá angličtinu.
Pracoval ve společnostech McKinsey & Company (jako Visual Assistent), Euro RSCG, ZOOT, Total Solutions a MoroSystems. Postupně se vypracoval na analytika a manažera projektů v oblasti informačních technologií v bankovnictví (např. obchodování na burze, FX). Má též praktické zkušenosti s marketingem.
Jan Lipavský žije v Praze, konkrétně v městské části Praha 6. Mezi jeho hlavní oblasti zájmu patří mezinárodní politika, evropská politika a otázky bezpečnosti.

## Politická kariéra
V letech 2015 až 2024 byl členem České pirátské strany. Ve straně zastával také pozici člena republikového výboru, volebního výboru a zahraničního odboru.
Ve volbách do Poslanecké sněmovny PČR v roce 2017 byl za Piráty zvolen poslancem v Praze z pátého místa kandidátky. Ve volbách do Poslanecké sněmovny PČR v roce 2021 kandidoval jako člen Pirátů na 5. místě kandidátky koalice Piráti a Starostové v Praze, ale nebyl zvolen. Mandát poslance se mu tak nepodařilo obhájit.
V Poslanecké sněmovně zastával v letech 2017–2021 pozici místopředsedy zahraničního výboru a také místopředsedy výboru pro obranu. Byl dále členem podvýboru pro obrannou, kybernetickou a bezpečnostní politiku a strategické koncepce ČR a členem podvýboru pro migraci a azylovou politiku. Také byl členem stálé komise pro kontrolu činnosti Vojenského zpravodajství.
V listopadu 2021 se stal kandidátem Pirátů na post ministra zahraničních věcí ČR ve vznikající vládě Petra Fialy (tj. koalice SPOLU a PirSTAN). Prezident republiky Miloš Zeman jej odmítal jmenovat členem vlády kvůli rozdílným postojům v zahraniční politice, kvůli nedostatečné kvalifikaci a kvůli tomu, že má pouze bakalářský titul. Po setkání s designovaným premiérem Petrem Fialou 13. prosince změnil názor a se jmenováním Lipavského souhlasil. Dne 17. prosince 2021 byl Lipavský jmenován ministrem zahraničních věcí ČR.
V říjnu 2024 vystoupil z České pirátské strany pro nesouhlas se směřováním strany a pro nesouhlas s odchodem z vlády. Od jeho odchodu z pirátské strany v říjnu 2024 a naopak vzhledem k jeho dalšímu působení ve vládě Petra Fialy se diskutovalo o jeho případné kandidatuře ve volbách do Poslanecké sněmovny PČR na podzim 2025 a v březnu 2025 oznámil, že bude kandidovat jako nestraník za ODS na 3. místě kandidátky koalice SPOLU (ODS, KDU-ČSL a TOP 09) v Praze.

### Ministr zahraničí

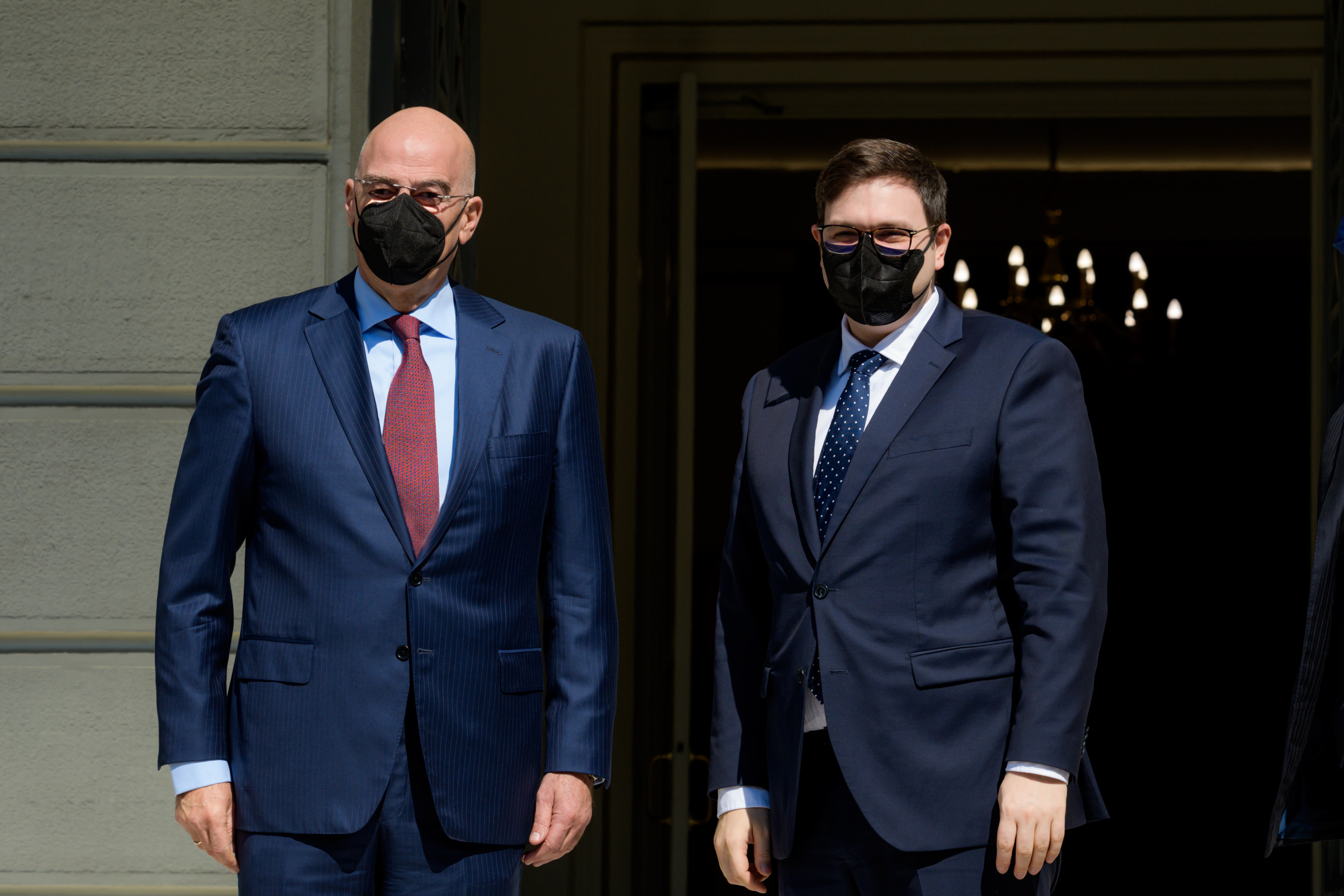
Lipavský a řecký ministr zahraničí Nikos Dendias 3. března 2022

Jako svého politického náměstka na ministerstvu zahraničí si Lipavský zvolil bývalého velvyslance v Kuvajtu Martina Dvořáka (STAN).
Jeho první zahraniční cesta v roli ministra vedla 20. prosince 2021 na Slovensko. Další den vedl druhou cestu na setkání ministrů zahraničí zemí Visegrádské skupiny v Budapešti, jehož se zúčastnil i turecký ministr zahraničí Mevlüt Çavuşoğlu. Se svými protějšky jednali o tématech migrace, pandemie covidu-19, humanitární krize v Afghánistánu a vztahů EU a zemí V4 s Tureckem. Lipavský poukázal na klíčovou roli Turecka při řešení migrace. První jednání NATO absolvoval 7. ledna 2022. Na jednání se probírala reakce NATO na bezpečnostní požadavky Ruska týkající se mimo jiné rozšiřování NATO o Ukrajinu a rozmisťování vojáků a zbraní v zemích východního křídla NATO. Lipavský odmítl ruské požadavky a naopak vyzval k posílení vojenské přítomnosti NATO ve Východní Evropě. V souvislosti s rusko-ukrajinskou krizí podpořil dodávku dělostřeleckých granátů na Ukrajinu a prohlásil, že na základě informací zpravodajských služeb se Česká republika připravuje na nejhorší scénář v podobě vojenské invaze Ruska na území levobřežní Ukrajiny.

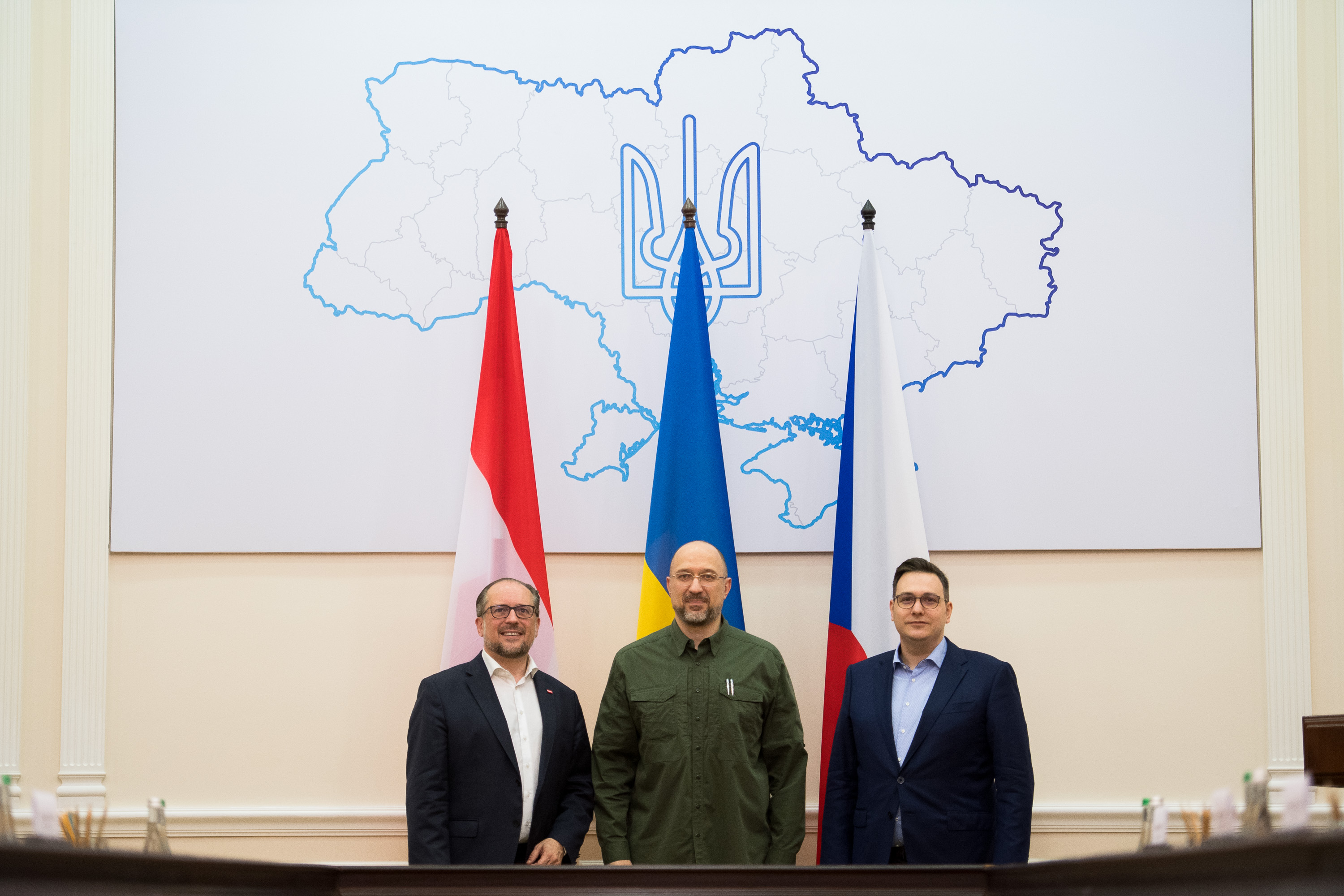
Lipavský, ukrajinský premiér Denys Šmyhal a rakouský ministr zahraničí Schallenberg v Kyjevě na Ukrajině 20. července 2022

Během návštěvy tureckého ministra zahraničí v Praze v červnu 2022 Lipavský prohlásil, že „Turecko pro EU představuje klíčového partnera. Budoucnost je o hledání možností přiblížení Turecka jako kandidátské země“. Dále uvedl, že v otázkách, ve kterých není jednoduché najít mezi Tureckem a EU shodu, jako jsou migrace nebo dodržování zásad právního státu, je potřeba vést „důkladný dialog“.
Kritizoval represivní politiku Číny proti menšině Ujgurů v Sin-ťiangu, která je některými západními vládami a nevládními organizacemi označena za genocidu.
Český prezident Miloš Zeman se omluvil izraelskému prezidentovi Jicchaku Herzogovi za postoj Lipavského ke zprávě komise Rady OSN pro lidská práva, kterou české ministerstvo zahraničí odmítlo odsoudit. Zpráva tvrdí, že izraelsko-palestinský konflikt vyvolává především Izrael a jeho politika vůči Palestincům.
V září 2022 vystoupil na půdě OSN, kde odsoudil anexi Krymu, ruskou invazi na Ukrajinu a porušování lidských práv v Číně, Afghánistánu, Íránu, Etiopii, Myanmaru, na Kubě a ve Venezuele. Podpořil sankce proti některým íránským představitelům a subjektům jako odpověď na násilné potlačování protestů v Íránu.

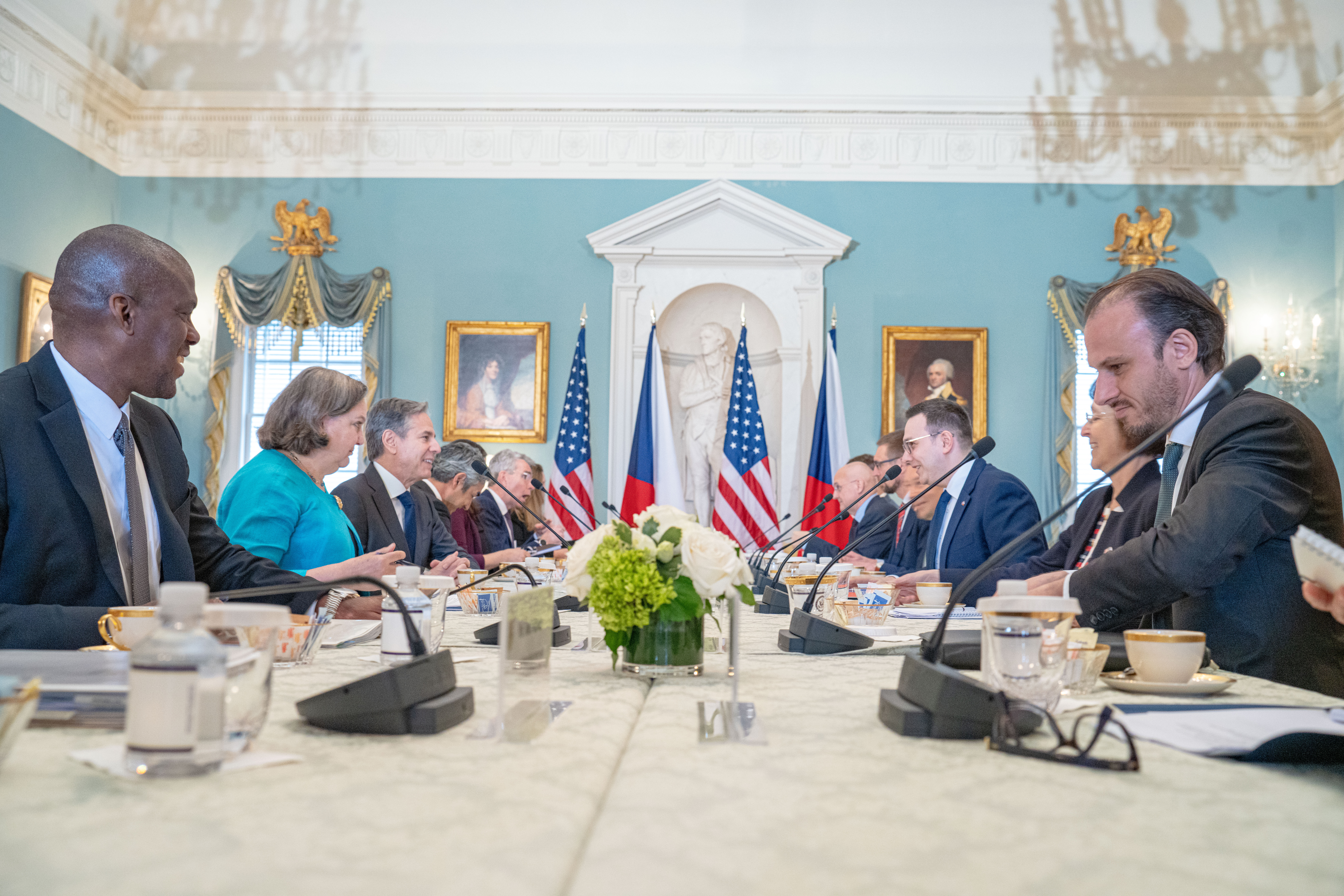
Lipavský, americký ministr zahraničí Antony Blinken a jeho náměstkyně Victoria Nulandová ve Washingtonu, 2. května 2023

Koncem října 2022 odcestoval na dvoudenní návštěvu Kataru, kde se snažil dojednat lepší podmínky pro dodávání zemního plynu. Podle Lipavského je hlavním cílem diplomacie „vytvořit stabilní prostředí, aby se daly plánovat nějaké byznysové investice“. Posiloval vztahy se Saúdskou Arábií, která je největším vývozcem ropy na světě.
V červnu 2023 navštívila česká delegace v čele s Lipavským africké státy Angolu a Zambii. S představiteli afrických států jednal o posílení ekonomické spolupráce a o válce na Ukrajině.
V červenci 2023 se setkal s vietnamským ministrem zahraničí Bùi Thanh Sơnem, který je členem ústředního výboru Komunistické strany Vietnamu, a jednal s ním o strategickém partnerství mezi Vietnamem a Českou republikou.

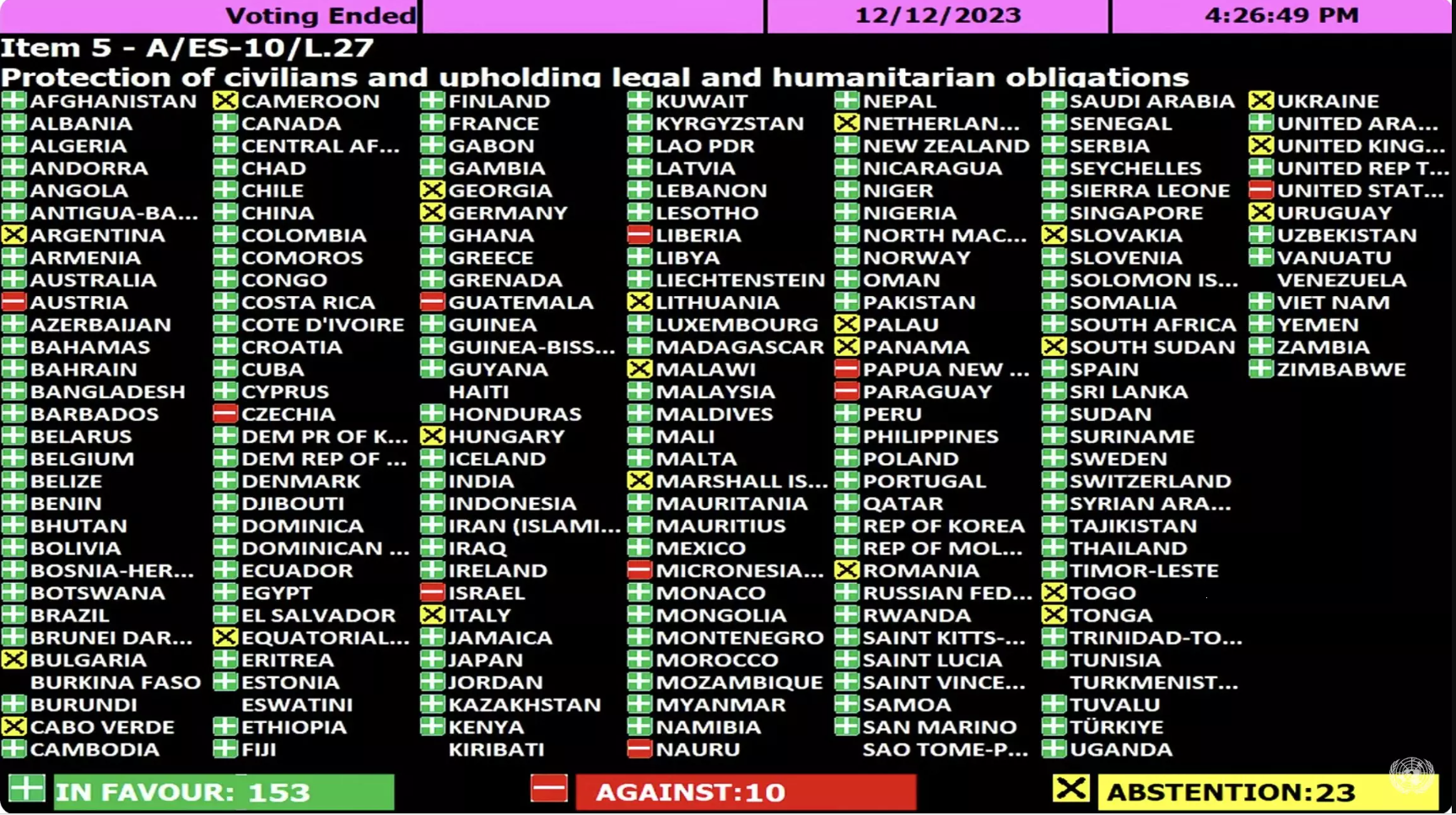
Hlasování (proběhlo 12.12.2023) o rezoluci OSN, vyžadující humanitární příměří ve válce Izraele s Hamásem v Gaze. Česká republika byla proti.

Koncem července 2023 vyjádřil naději, že ukrajinská ofenzíva v Doněcké a Záporožské oblasti bude úspěšná a Ukrajině se podaří vytlačit Rusko z ukrajinského území. Odmítl „nespravedlivý mír“ výměnou za území na jihovýchodní Ukrajině, které bylo okupováno a anektováno Ruskem, a prohlásil, že Ukrajinu budeme podporovat tak dlouho, dokud Rusko neporazí.
V říjnu 2023 odsoudil útok palestinského Hamásu na Izrael a podpořil „právo Izraele na sebeobranu“, ale zároveň uznal „legitimní aspirace“ palestinského lidu. Odmítl výzvu premiéra Petra Fialy, aby česká ambasáda byla přesunuta z Tel Avivu do Jeruzaléma. Odvetné izraelské údery na Pásmo Gazy označil za přiměřené.
Dne 6. listopadu 2023 zrušila Nigérie, která je klíčovou zemí v subsaharské Africe, plánovanou návštěvu premiéra Fialy. Podle expertů a opozičních politiků to mohlo souviset s vystupováním vlády na podporu Izraele v OSN, kde Česká republika jako jedna ze 14 zemí nepodpořila rezoluci vyzývající k humanitárnímu příměří ve válce v Gaze. Lipavský spojitost s podporou Izraele odmítl a prohlásil, že by zrušení Fialovy návštěvy „nepřikládal nějaké hlubší významy“.
V únoru 2024 se česká diplomacie postavila proti uvalení sankcí Evropské unie na 12 extremistických izraelských osadníků na okupovaném Západním břehu Jordánu, kteří se dopouštěli násilí na Palestincích. V dubnu 2024 Česko s uvalením sankcí souhlasilo. Podle Lipavského Česku vadila skutečnost, že v rámci jednoho sankčního balíčku měly být uvaleny sankce na izraelské extremistické osadníky i členy Hamásu.
V květnu 2024 odmítl návrh Ondřeje Koláře z TOP 09, aby Česko nutilo Ukrajince žijící v Česku nastoupit do ukrajinské armády, a upozornil, že to Česku nedovolují ani mezinárodní úmluvy.

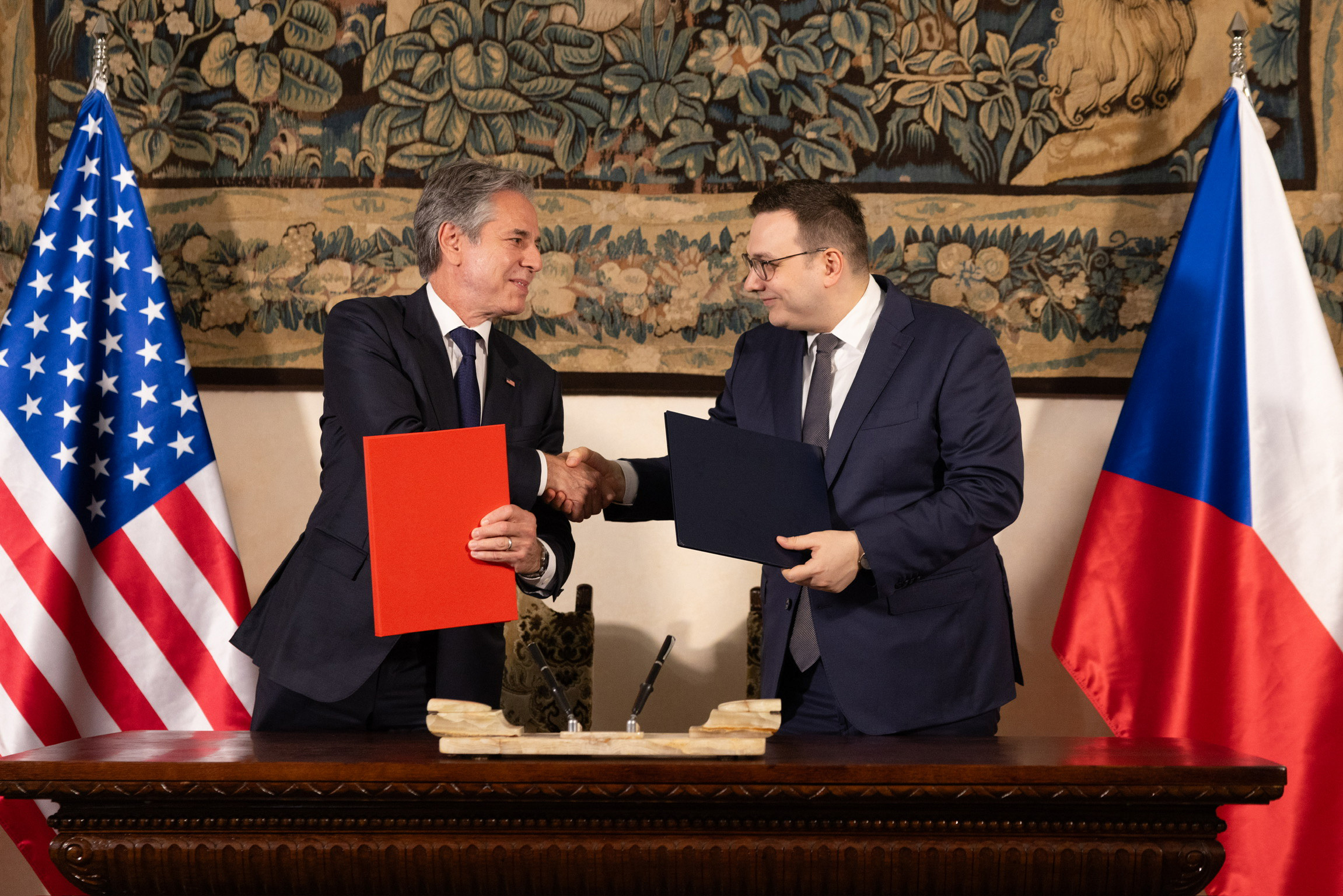
Lipavský a Blinken po podpisu memoranda o spolupráci v boji proti dezinformacím 30. května 2024

V červenci 2024 se ve Washingtonu setkal s izraelským ministrem zahraničí Jisra'elem Kacem. Jeho stranický kolega Mikuláš Peksa reagoval na Lipavského, který na platformě X sdílel příspěvek týkající se jeho jednaní s Jisra'elem Kacem, větou: „A řekl jsi mu taky, že je odpad lidstva?“, čímž odkazoval na údajné válečné zločiny během války Izraele s Hamásem, kterých se měl Izrael dopouštět v Gaze.
Na konci září 2024 odhlasovali Piráti odchod z vlády Petra Fialy, Lipavský tak 1. října 2024 předal demisi premiérovi ČR Petru Fialovi. Zároveň však oznámil odchod od Pirátů pro rozdílné názory. Následně se Lipavský s Fialou sešel a ten jej přesvědčil, aby kabinet neopouštěl, a Lipavský demisi stáhl. Ve vládě tak dále působí jako nezávislý.
Dne 1. října 2024 Evropská unie připravovala společné stanovisko vyzývající k „okamžitému příměří“ v konfliktu mezi Izraelem a libanonským šíitským hnutím Hizballáh. Na mimořádném zasedání ministrů zahraničí 27 členských států Evropské unie byla Česká republika jako jediná členská země proti společnému stanovisku, které tím zablokovala a zabránila tak přijetí společného postoje Evropské unie. Česko svůj postoj zdůvodnilo tím, že společné stanovisko „jednostranně omezovalo právo Izraele na sebeobranu proti teroristům z Hizballáhu“. K eskalaci konfliktu na Blízkém východě došlo po explozích komunikačních zařízení Hizballáhu, které zranily tisíce lidí včetně civilistů, a po izraelských leteckých úderech na Libanon, včetně útoku na hlavní ústředí Hizballáhu, které si koncem září vyžádaly přes 1000 obětí. V rozhovoru pro Českou televizi Lipavský odsoudil íránské letecké útoky na Izrael ze dne 1. října a obhajoval rozhodnutí Česka zablokovat společné prohlášení EU vyzývající k příměří v Libanonu.
Dne 28. listopadu 2024 se v Praze setkal s izraelským ministrem zahraničí Gid'onem Sa'arem, kterého ujistil, že navzdory vydání mezinárodního zatykače na izraelského premiéra Benjamina Netanjahua pro údajné válečné zločiny v Pásmu Gazy „Česko dál stojí pevně za Izraelem, který je a vždy zůstane naším nejdůležitějším strategickým partnerem.“ V březnu 2025 označil ukončení příměří v Gaze ze strany Izraele a izraelské letecké útoky na Pásmo Gazy za „znepokojivý vývoj“. Podle Lipavského je nutné, aby Hamás propustil všechna rukojmí.
Po pádu režimu rodiny al-Asadových v Sýrii obnovil v lednu 2025 český zastupitelský úřad v Damašku a podpořil „opatrný“ dialog s novou syrskou vládou pod vedením Ahmada Šary, který během občanské války v Sýrii vedl islamistickou povstaleckou skupinu Tahrír al-Šám.
V květnu 2025 podpořil návrh amerického Senátu na sankce proti ruskému energetickému vývozu ve formě 500 % cel na země, které nakupují ruskou ropu a zemní plyn a tím pomáhají financovat válku na Ukrajině. Cla by zasáhly především Čínu a Indii, ale také některé evropské země, které stále dováží ruské energetické produkty.
V rozhovoru pro zpravodajský server Echo24 v květnu 2025 odmítl tvrzení, že by se Izrael v Gaze dopouštěl genocidy nebo páchal válečné zločiny. V červnu 2025 podpořil izraelské letecké útoky na Írán. Dne 22. června 2025 podpořil americké útoky na íránská jaderná zařízení. Na jednání ministrů zahraničních věcí EU v Bruselu 15. července 2025 odmítl sankce proti Izraeli kvůli izraelskému postupu v Gaze, který podle analýzy EU porušuje lidskoprávní ustanovení Asociační dohody EU-Izrael, a místo toho vyzval k „dialogu“ s Izraelem. V srpnu 2025 obvinil Hamás ze zodpovědnosti za humanitární katastrofu v Pásmu Gazy a prohlásil, že „pokračování konfliktu je primárně způsobeno tím, že Pásmo Gazy nadále ovládají teroristé z Hamásu, kteří v nelidských podmínkách drží izraelská rukojmí.“

### Politické postoje

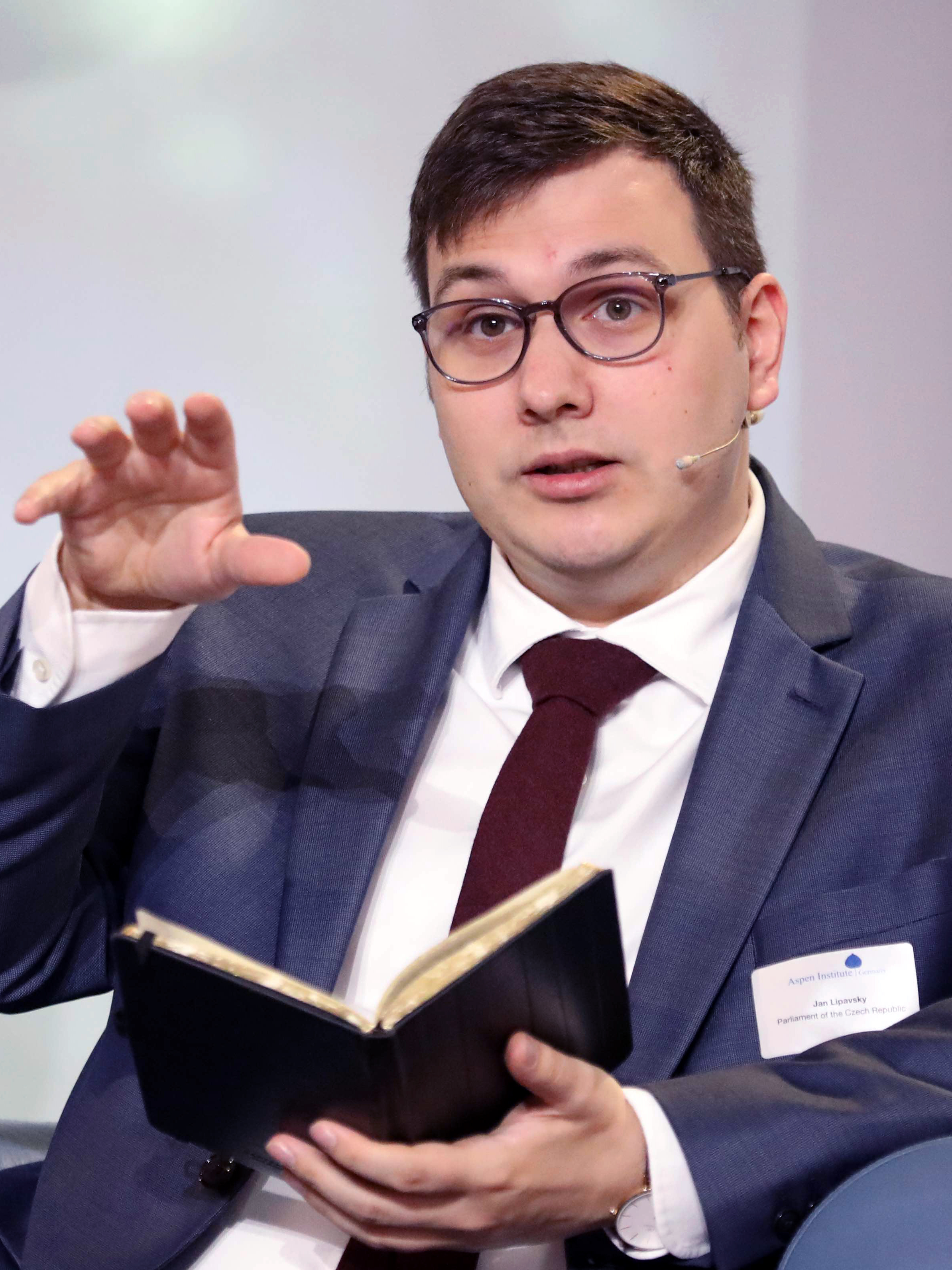
Lipavský v květnu 2019

Přivítal návrh tehdejšího německého ministra vnitra Horsta Seehofera (CSU), aby se sudetoněmecký sjezd, který až do vypuknutí pandemie covidu-19 každoročně pořádalo Sudetoněmecké krajanské sdružení, v budoucnosti konal v Česku.
Označil za „ostudné“ výroky prezidenta Miloše Zemana, který prohlásil, že Kosovo je stát, v jehož čele stojí váleční zločinci. Nesouhlasí se Zemanovou snahou odvolat české uznání jednostranného vyhlášení nezávislosti Kosova na Srbsku.
V říjnu roku 2019 odsoudil vojenskou agresi Turecka, členského státu NATO, která byla namířena proti Kurdům na území Rojavy na severu Sýrie, a prohlásil, že „dlouhodobě je naprosto nepřijatelné, aby Turecko okupovalo sever syrského území. Evropa musí pokračovat v hledání jednotného postoje k agresivnímu tureckému režimu prezidenta Erdogana.“
V červnu roku 2020 kritizoval plánovanou izraelskou anexi izraelských osad na okupovaném Západním břehu Jordánu, odmítl ale úvahy o možnosti uvalit na Izrael sankce. Během izraelsko-palestinských střetů v květnu 2021 oznámil, že Piráti se ve věci izraelsko-palestinského konfliktu hlásí k mainstreamovému postoji Evropské unie, který je k Izraeli kritický. Po útoku Hamásu na Izrael 7. října 2023 a během následné války Izraele s Hamásem v Gaze zastával proizraelské postoje. Podle novináře Jakuba Zelenky se Lipavský během svého působení na Ministerstvu zahraničí názorově přiblížil premiérovi Petru Fialovi a koalici SPOLU a spolupracoval ve vzájemné shodě s poradcem premiéra Fialy pro národní bezpečnost Tomášem Pojarem, který je v otázce Ukrajiny a Izraele považován za jestřába. Pro jeho tvrdou proizraelskou linii začali Lipavského kritizoval někteří jeho spolustraníci z Pirátské strany. Bývalý pirátský europoslanec Mikuláš Peksa uvedl, že v Pirátské straně „narůstaly obavy z izraelského působení v Gaze. Přesto se Lipavský celkem ostentativně scházel s představiteli izraelské vládní strany Likud, která je blízkou stranou ODS a TOP 09. Česká republika se také opakovaně dostávala při hlasováních OSN kritizujících humanitární situaci v Gaze do izolace, což mezi piráty řada lidí považovala za zvláštní.“
V dubnu 2020 vyzval českou vládu, aby po Číně žádala náhradu škod, které vznikly v důsledku pandemie covidu-19, protože podle Lipavského Čína v čele s čínským prezidentem Si Ťin-pchingem nese značný podíl viny na masovém rozšíření nemoci covid-19 do všech částí světa.
Na základě rozsudku Evropského soudu pro lidská práva odsoudil rasismus vůči romské a muslimské menšině, ale také proti Vietnamcům a také rasismus fotbalových chuligánů proti hráčům černé pleti. Podpořil práci neziskových organizací a sdružení, které bojují proti rasismu.

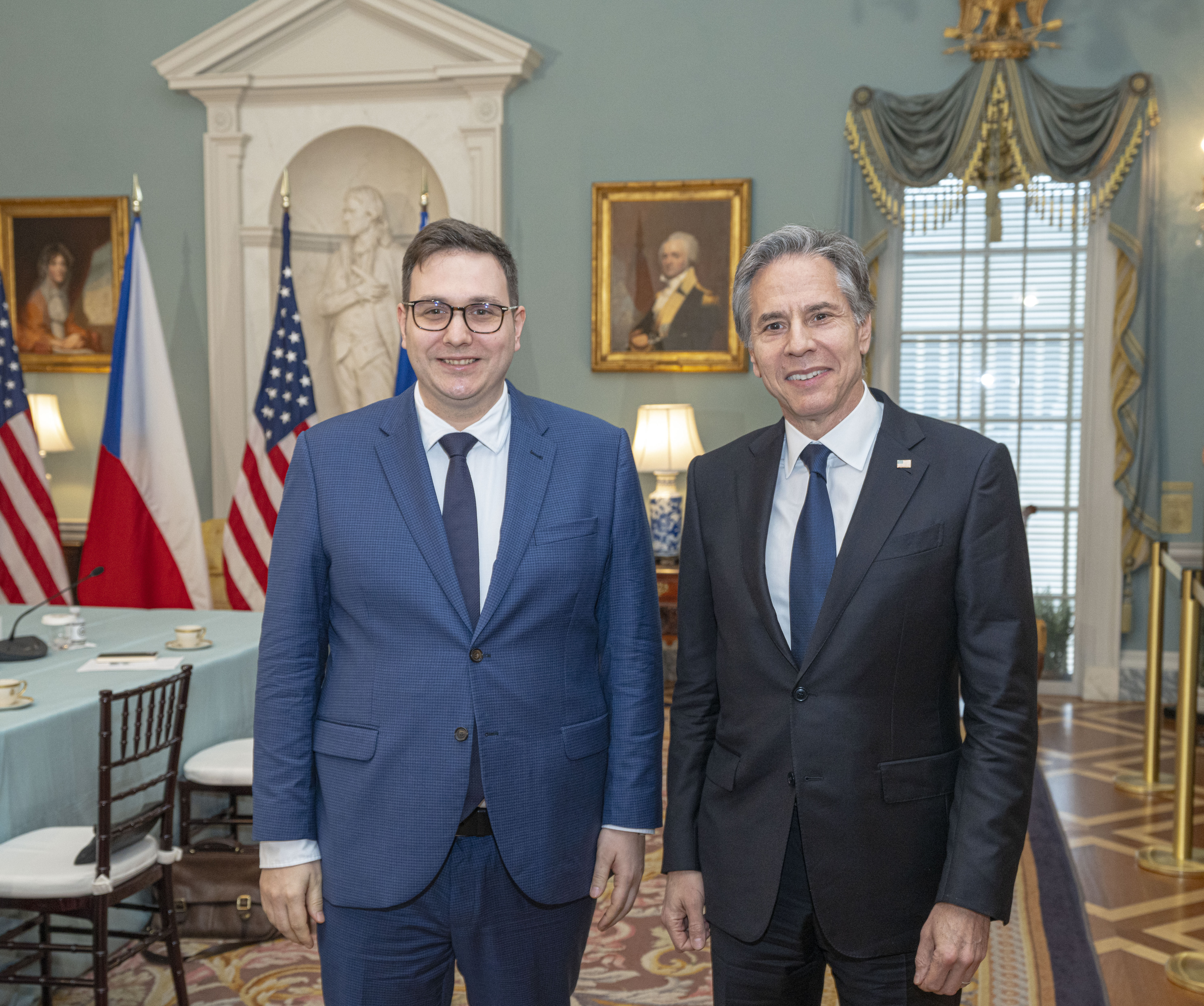
Jan Lipavský s ministrem zahraničí USA Antonym Blinkenem

V září roku 2020 podpořil nasazení českých vojáků v Iráku a Afghánistánu. Kritizoval českou vládu za liknavost při evakuaci českých diplomatů a afghánských spolupracovníků, kteří se dostali do ohrožení po skončení války v Afghánistánu a odchodu vojsk USA a některých členských států NATO z této země a po pádu Kábulu do rukou radikálního islámského hnutí Tálibán v srpnu 2021.
Odmítá násilí proti demonstrantům v Bělorusku a požaduje svobodné volby v této zemi.[zdroj?]
V letech 2018–2021 prosazoval v Poslanecké sněmovně vyřazení ruských a čínských dodavatelů z tendru na dostavbu jaderné elektrárny Dukovany.[zdroj?]
V listopadu 2020 vyzval ministra zahraničí Tomáše Petříčka, aby odebral diplomatický pas prezidentovu poradci Martinu Nejedlému kvůli jeho cestě do Ruska a jednání se spolupracovníky prezidenta Putina.
Podporuje ředitele BIS Michala Koudelku.
Kritizoval vystoupení prezidenta Zemana v kauze výbuchů muničních skladů ve Vrběticích. V návaznosti na zapojení Ruska do této kauzy označil za „skandální“ účast českého velvyslance v Rusku na vojenské přehlídce v Moskvě, která se uskutečnila 9. května 2021 u příležitosti 76. výročí porážky nacistického Německa ve druhé světové válce.

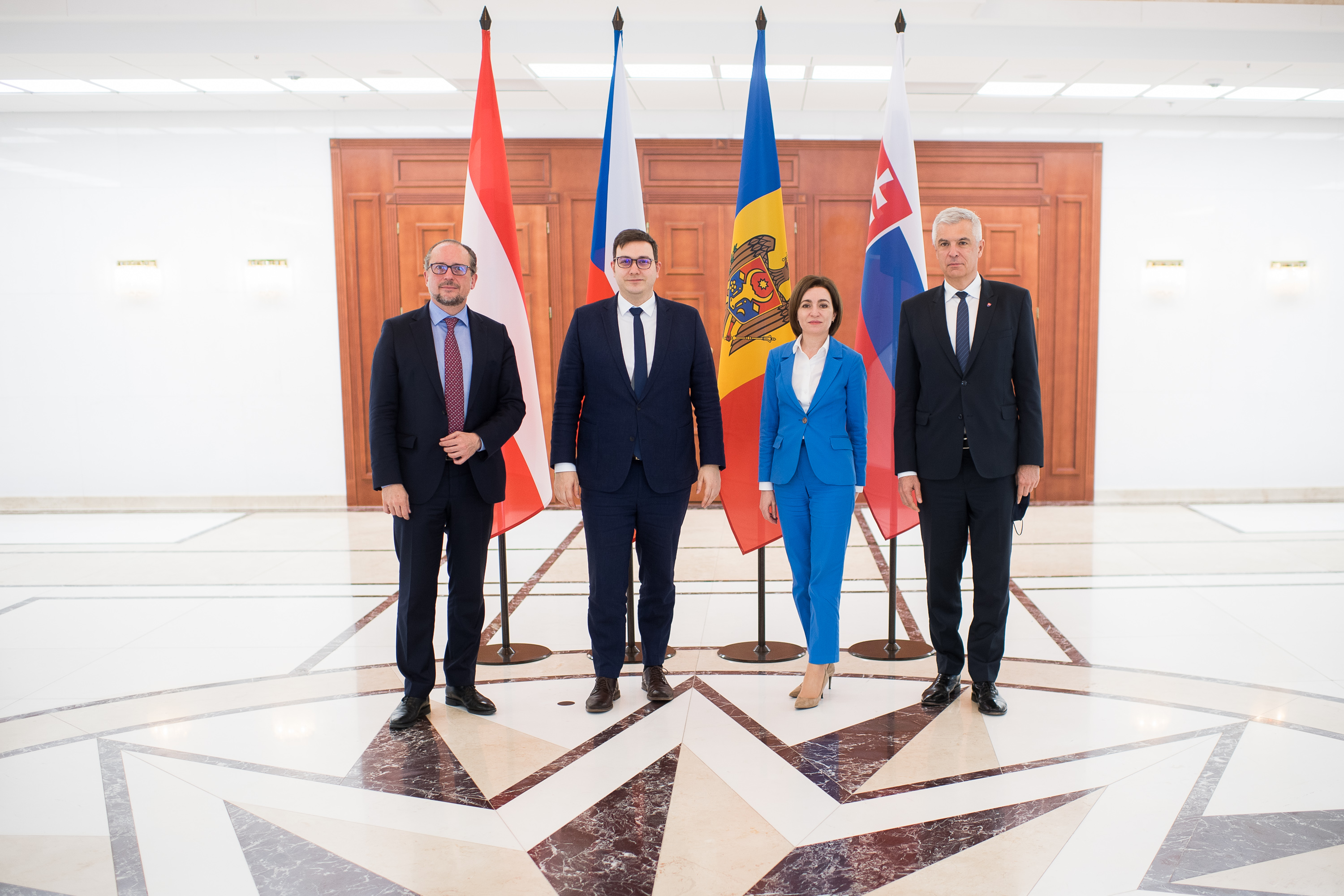
Setkání ministrů zahraničí Rakouska (Alexander Schallenberg), Česka (Jan Lipavský) a Slovenska (Ivan Korčok) s moldavskou prezidentkou Maiou Sanduovou, rok 2022

Kritizoval rozhodnutí Polského ústavního soudu, kterým byla zpochybněna nadřazenost práva Evropské unie nad polským. Podle Lipavského je nadřazenost evropského práva principem fungování celé Evropské unie. Spor o důl Turów považuje za velkou zátěž pro česko-polské vztahy.
Koncem října 2021 prohlásil v Událostech, komentářích na kanálu ČT24: „Vznikající vláda se jednoznačně odkazuje k sebevědomé zahraniční politice, obnovení tradice lidských práv, silné spolupráci na úrovni EU a NATO. Rusko a Čína v dnešní době představují určitý fenomén, fenomén hrozby vůči České republice. Je třeba, aby to česká zahraniční politika náležitě reflektovala ve všech strategických dokumentech, ale i v řadě praktických kroků na mezinárodní scéně.“ Požaduje proto tvrdší postup české zahraniční politiky vůči Rusku a Číně. Zároveň by chtěl rozvíjet vztahy s Tchaj-wanem. Chtěl by také posílit „tradiční strategické partnerství s Izraelem“. Přesto kritizoval otevření pobočky českého velvyslanectví v Izraeli v jeho hlavním městě Jeruzalémě. Jako hlavní město si Jeruzalém totiž nárokují jak Izrael, tak mezinárodně jen částečně uznaný Stát Palestina. Odmítl plán prezidenta republiky Miloše Zemana na oficiální přestěhování celé české ambasády v  Izraeli z Tel Avivu do Jeruzaléma s odůvodněním: „Zřízení velvyslanectví v Jeruzalémě jako takového by bylo v rozporu s mezinárodním právem i společným postojem EU.“
Je kritikem „snah zalíbit se Rusku a Číně, kdy jsme se na úkor byznysových zájmů vzdávali zásadních principů a hodnotových pozic v naší zahraniční politice“ a navrhuje, aby Česko připravilo „vlastní verzi sankčního zákona“ na ochranu lidských práv, který by umožňoval trestat autoritářské země jako Bělorusko. Obvinil Rusko z údajně rekordního nárůstu cen zemního plynu v roce 2021. Rusko podle Lipavského nemůže zemní plyn vyvážet „nikam jinam než do Evropy“. Ruský prezident Vladimir Putin je podle Lipavského produktem Sovětského svazu a sovětského myšlení.
Podporuje tzv. Zelenou dohodu pro Evropu (European Green Deal), kterou vnímá jako příležitost pro českou ekonomiku, protože o ukončení těžby hnědého uhlí a o přechodu od automobilů se spalovacími motory k elektromobilům bylo na úrovni Evropské unie již rozhodnuto a automobilový průmysl v Česku by měl být mezi prvními, který se přeorientuje na výrobu aut na elektrický pohon.
V tiskovém vyjádření z 18. prosince 2021, den po jmenování ministrem, Lipavský uvedl, že mezi jeho politickými prioritami bude zlepšení mezinárodního renomé ČR v oblasti lidských práv, spojeneckých závazků a mezinárodních partnerství:
"Programové prohlášení vlády se hlásí k návratu k hodnotově orientované zahraniční politice a obnovení dobrého jména České republiky jako země, která stojí na straně lidských práv. Mezi konkrétní kroky v jeho naplňování bude proto patřit například předložení tzv. Magnitského zákona, který zajistí lepší vymahatelnost ochrany lidských práv. Musíme být silnou, nezávislou zemí, která je ale i rovnocenným a spolehlivým partnerem. Klíčové je pro nás upevnění našich spojeneckých vazeb i posílení našeho postavení v EU a NATO. Vztahy s Ruskem a Čínou musejí projít věcnou revizí. Současně je nutné připravit předsednictví v Radě EU, kterého se Česká republika ujme již v polovině příštího roku.“
15. ledna 2022 vytknul českému velvyslanci v Číně Vladimíru Tomšíkovi jeho výroky směrem k blížícím se Olympijským hrám v Pekingu, které podle ministra podpořily čínskou státní propagandu. Vladimír Tomšík, kterého Miloš Zeman pověřil "maximální možnou podporou" her v Číně, s ministerstvem zahraničí svůj mediální výstup, v němž uvedl, že hry v Číně podporují všichni v ČR, nekonzultoval.
V únoru 2023 prohlásil na jednání Rady bezpečnosti OSN, že "Společně musíme bránit Chartu OSN. Musíme zajistit, aby byla nesena zodpovědnost za válečné zločiny podle mezinárodního práva." Ruského prezidenta Vladimira Putina označil za válečného zločince a přivítal zatykač, který na Putina vydal Mezinárodní trestní soud v Haagu v březnu 2023.
Během summitu NATO ve Vilniusu, který se konal 11. a 12. července 2023, Lipavský podpořil vstup Ukrajiny do NATO a prohlásil, že „Motivy Vladimira Putina, proč šel do války proti Ukrajině, se opírají pravděpodobně o jeho zcela chybné vidění světa optikou sovětského impéria.“

### Působení na internetu
V březnu 2024 si společně se spolustraníkem Mikulášem Ferjenčíkem založil podcast Férovka, který se vysílá živě každé druhé pondělí na YouTube, a ve kterém jsou vždy konfrontováni s názory jiných lidí z politického prostředí. Hosty byl například předseda SOCDEM Michal Šmarda nebo bývalý politický marketér Petros Michopulos.

## Kontroverze
Po odchodu České pirátské strany z vlády Petra Fialy vnímali někteří Piráti negativně Lipavského rozhodnutí zůstat ve vládě jako nestraník.
Dne 2. října 2024 byl Lipavského projev na konferenci k poctě laureáta Ceny Václava Havla za lidská práva přerušen propalestinskými aktivisty, kteří kritizovali Lipavského podporu Izraele a upozornili na izraelské válečné zločiny a na „41 tisíc zabitých Palestinců“ v Gaze.
Dne 15. listopadu 2024 jeho přednášku na University College London v Londýně přerušili propalestinští aktivisté, kteří obvinili Českou republiku, že pomáhá Izraeli páchat genocidu v Pásmu Gazy. Na doporučení britských bezpečnostních složek Lipavský přednášku předčasně ukončil a odešel nouzovým východem.
Dne 26. února 2025 jednal v Jeruzalémě s izraelským premiérem Benjaminem Netanjahuem, přestože se jedná o osobu stíhanou Mezinárodním trestním soudem v Haagu za válečné zločiny spáchané v Pásmu Gazy. Česko je na půdě Valného shromáždění OSN jednou z mála zemí, která pravidelně hlasuje proti rezolucím kritizujícím Izrael, a v květnu 2024 bylo mezi devíti státy, které hlasovaly proti členství Palestiny v OSN. Český novinář a analytik Břetislav Tureček kritizoval v rozhovoru pro Český rozhlas setkání Lipavského s Netanjahuem i mlčení k zastavení dodávek humanitární pomoci a elektřiny během izraelské blokády Pásma Gazy.
Lipavského práci na ministerstvu zahraničí hodnotil negativně šéf senátního zahraničního výboru Pavel Fischer, který si stěžoval na neochotu kritizovat politiku izraelské vlády v Pásmu Gazy a pomalost při revidování pročínské politiky Miloše Zemana. Podle odborníků na zahraniční a bezpečnostní politiku Pavla Havlíčka, Tomáše Weisse a Víta Dostála je neměnný proizraelský postoj českého ministerstva zahraničí pod vedením Lipavského v EU spíše výjimečný a vyvolává řadu otázek ze strany evropských partnerů.

## Ocenění
- 30. srpna 2022 – Řád za zásluhy od ukrajinského prezidenta Volodymyra Zelenského v souvislosti s podporou Ukrajiny v ruské válce proti ní[104]
- 16. listopadu 2022 – Magnitského cena za přínos k ochraně lidských práv[105]